# 鷲須美穂
鷲須 美穂（わしず みほ）は、日本のモデル、スタイリスト、講師。

## 略歴
岡山市出身。中国短期大学保育学科卒業。幼稚園教諭として勤務後、大手飲食店のサービス部門でイベント企画・運営を担当。AJCC（オール・ジャパン・クルー・コンテスト）西日本本部戦フロアサービス部門第2位。本戦ブロック戦OTキャッシャーの部第1位。以後、エンターテイメント関係の分野に活動を広げ、イベントスタッフや音響・映像などの裏方業務も経験。
2019年から映画「ミネルヴァの梟」の制作に参加し、2021年、配給担当のアシスタントプロデューサーに就任。現在は講師、MC、スタイリスト、モデルとしても活動中。

## 主な活動実績
- ラジオ「就活応援バラエティーまなかぜ」（エフエム津山）レギュラーパーソナリティ
- アパレルブランド「Drawing&Painting」専属ヘアメイク・スタイリスト、モデル[3]
- 映画「ミネルヴァの梟」（2021）アシスタントプロデューサー兼スタイリスト